# Франкинг
Франкинг (нем. Franking) — коммуна (нем. Gemeinde) в Австрии, в федеральной земле Верхняя Австрия.
Входит в состав округа Браунау-на-Инне.  Население составляет 968 человек (на 31 декабря 2005 года). Занимает площадь 10,44 км². 

## Политическая ситуация
Бургомистр коммуны — Франц Мангльбергер (АНП) по результатам выборов 2003 года.
Совет представителей коммуны (нем. Gemeinderat) состоит из 13 мест.
- АНП занимает 9 мест.
- СДПА занимает 3 места.
- АПС занимает 1 место.